# Trioxys udalovi
Trioxys udalovi är en stekelart som beskrevs av Hagop Haroutune Davidian 2005. Trioxys udalovi ingår i släktet Trioxys och familjen bracksteklar. Inga underarter finns listade i Catalogue of Life.